# Santiago (Putumayo)
Pour les articles homonymes, voir Santiago (homonymie).
Santiago est une municipalité située dans le département de Putumayo en Colombie.